# Операція Ке
Операція «Ке» — загалом успішна операція японських збройних сил з евакуації сухопутних військ з Гуадалканалу під час Гуадалканальської кампанії в Другій світовій війні. Операція проводилася з 14 січня по 7 лютого 1943 року, у ній брали участь японська армія і флот під об'єднаним командуванням Генерального штабу. Безпосередньо керували операцією Ісороку Ямамото і Хітосі Імамура.

## Хід операції
Японське командування ухвалило рішення про виведення військ і передачу Союзникам контролю над Гуадалканлом по декільком причинам. Всі спроби японської армії повернути контроль над аеродромом Гендерсон-філд на Гуадалканалі, який використовували Союзники, провалились з важкими втратами для неї. Японський флот навколо острову також отримав важкі втрати, намагаючись організувати перевезення підкріплень і постачання на острів. Ці втрати і відсутність ресурсів, необхідних для наступних операцій з повернення острову, справляли негативний вплив на стратегічне положення Японії в інших регіонах. Рішення про евакуацію було затверджено Імператором Хірохіто 31 грудня 1942 року.
Операція почалась 14 січня доставленням батальйону піхоти на Гуадалканал для прикриття ар'єргарду евакуації. Приблизно в той же час авіація японської армії і флоту почала операцію по захопленню переваги в повітрі Соломонових островів і Нової Гвінеї. Під час цієї операції авіація в бою біля острову Реннелл потопила американський важкий крейсер USS Chicago (CA-29). Двома днями пізніше японський літак затопив есмінець біля Гуадалканалу. Сама евакуація проводилася ночами 1, 4 і 7 лютого есмінцями. Крім декількох атак японських есмінців авіацією і торпедними катерами, сили Союзників не проводили активної протидії евакуації, бо командири Союзників вважали, що це не евакуація, а операція по перевезенню підкріплень.
В загальному японці евакуювали 10 652 особи з Гуадалканалу ціною втрати одного есмінця і важких пошкоджень ще трьох. 9 лютого солдати Союзників виявили, що японці пішли і оголосили Гуадалканал безпечним, закінчивши шестимісячну боротьбу за контроль над островом.

### Друковані
- Brown, David (1990). Warship Losses of World War Two. Naval Institute Press. ISBN 1-55750-914-X.
- Crenshaw, Russell Sydnor (1998). South Pacific Destroyer: The Battle for the Solomons from Savo Island to Vella Gulf. Naval Institute Press. ISBN 1-55750-136-X.
- D'Albas, Andrieu (1965). Death of a Navy: Japanese Naval Action in World War II. Devin-Adair Pub. ISBN 0-8159-5302-X.
- Dull, Paul S. (1978). A Battle History of the Imperial Japanese Navy, 1941-1945. Naval Institute Press. ISBN 0-87021-097-1.
- Frank, Richard B. (1990). Guadalcanal : The Definitive Account of the Landmark Battle. New York: Penguin Group. ISBN 0-14-016561-4.
- Griffith, Samuel B. (1963). The Battle for Guadalcanal. Champaign, Illinois, USA: University of Illinois Press. ISBN 0-252-06891-2.
- Hayashi, Saburo (1959). Kogun: The Japanese Army in the Pacific War. Marine Corps Association. ASIN B000ID3YRK.
- Jersey, Stanley Coleman (2008). Hell's Islands: The Untold Story of Guadalcanal. College Station, Texas: Texas A&M University Press. ISBN 1-58544-616-5.
- Letourneau, Roger; Letourneau, Dennis (2012). Operation Ke: The Cactus Air Force and the Japanese Withdrawal from Guadalcanal. Annapolis, MD: Naval Institute Press. ISBN 978-1-59114-446-5.
- Morison, Samuel Eliot (1958). The Struggle for Guadalcanal, August 1942 – February 1943, vol. 5 of History of United States Naval Operations in World War II. Boston: Little, Brown and Company. ISBN 0-316-58305-7.
- Rottman, Gordon L. (2005). Japanese Army in World War II: The South Pacific and New Guinea, 1942-43. Dr. Duncan Anderson (consultant editor). Oxford and New York: Osprey. ISBN 1-84176-870-7.
- Tagaya, Osamu (2001). Mitsubishi Type 1 "Rikko" 'Betty' Units of World War 2. New York: Osprey. ISBN 978-1-84176-082-7.
- Toland, John (2003). The Rising Sun: The Decline and Fall of the Japanese Empire, 1936-1945. New York: The Modern Library. ISBN 0-8129-6858-1.

### Інтернет
- Hough, Frank O.; Ludwig, Verle E.; Shaw, Henry I., Jr. Pearl Harbor to Guadalcanal. History of U.S. Marine Corps Operations in World War II. Процитовано 16 травня 2006.
- Miller, John Jr. (1995) [1949]. Guadalcanal: The First Offensive. United States Army in World War II. United States Army Center of Military History. CMH Pub 5-3. Процитовано 4 липня 2006.
- Parshall, Jon; Bob Hackett; Sander Kingsepp; Allyn Nevitt. Imperial Japanese Navy Page (Combinedfleet.com). Процитовано 14 червня 2006.
- Shaw, Henry I. (1992). First Offensive: The Marine Campaign For Guadalcanal. Marines in World War II Commemorative Series. Процитовано 25 липня 2006.
- Zimmerman, John L. (1949). The Guadalcanal Campaign. Marines in World War II Historical Monograph. Процитовано 4 липня 2006.